# Historisch Park Ayutthaya
Het Historisch Park Ayutthaya in Ayutthaya (Thailand) omvat de oude hoofdstad Ayutthaya van het koninkrijk Ayutthaya. Ayutthaya werd in 1991 door UNESCO tot werelderfgoed verklaard.
De stad Ayutthaya, gesticht rond 1350 als hoofdstad van het Koninkrijk Ayutthaya door de Siamese koning U Thong, werd over een periode van ca. 400 jaar door 33 koningen opgebouwd. In 1767 werd de stad door het Birmese leger verwoest.
De stad ligt aan de samenvloeiing van drie rivieren: de Chao Phraya, de Pa Sak (of Nam Pasak) en de Lopburi. Door het graven van een aanvullend kanaal werd de stad volledig door waterwegen omringd. Vele Europese naties, waaronder de Nederlandse V.O.C., hadden in deze eens welvarende stad handelsposten.

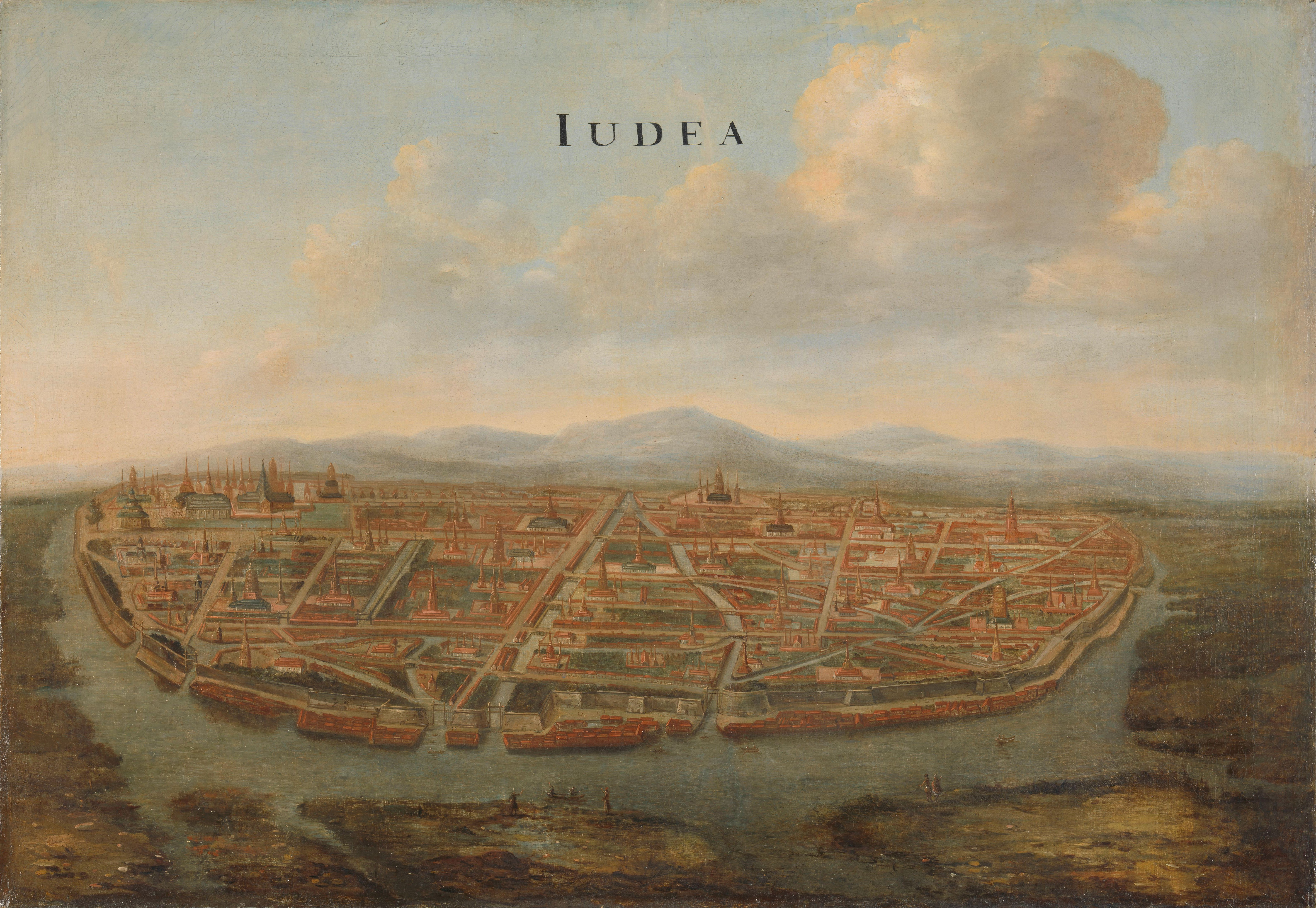
Panorama van Ayutthaya, in het Bushuis, Amsterdam

Eeuwenoude tempels (zogenaamde "wat") en paleizen liggen verspreid in de omgeving van Ayutthaya. Een van de meest belangrijke is de Wat Phra Si Sanphet. Deze koninklijke tempel, gebouwd in 1448 en twee keer gerestaureerd, stond binnen de muren van het oude Koninklijk Paleis. De tempel wordt bewaakt door drie chedis. Van het koninklijk paleis zelf is niets meer over.
Ten zuiden van de tempel ligt het modernere Viharn Phra Mongkol Bopit. Dit complex herbergt een van de grootste bronzen Boeddhabeelden van Thailand. Hier vlak bij, aan de rand van het Phra Ram Park, ligt de Wat Phra Ram tempel, gebouwd in 1369 door Koning Ramesuen. In het park liggen ook de ruïnetempels van Wat Phra Mahathat, daterend uit 1374. De Wat Ratchaburana, gelegen ten noorden van de Wat Phra Mahathat, stamt uit de 15e eeuw.
Ook liggen op loopafstand het Nationaal Museum Chao Sam Phraya en het in de 19e eeuw herbouwde Chandra Kasem-paleis.
Een van Ayutthaya’s best bewaarde tempels is de Wat Na Phra Meru, gelegen op de noordoever van de Lop Buri rivier. Ongeveer 1 kilometer ten westen ligt de Phu Khao Thong, een chedi uit 1745. Aan de oostelijke oever van de Pasak ligt de Wat Phanan Choeng, met een 19m hoog Boeddhabeeld, stammend uit de 14e eeuw.
Het Bang Pa-In-paleis is een zomerpaleis gelegen op ongeveer 20 kilometer ten zuidwesten van Ayutthaya.
In 2011 werd dit park ook getroffen door de overstromingen die, naast de provincie Ayutthaya, ook 84 andere provincies trof.